# Calixthe Beyala

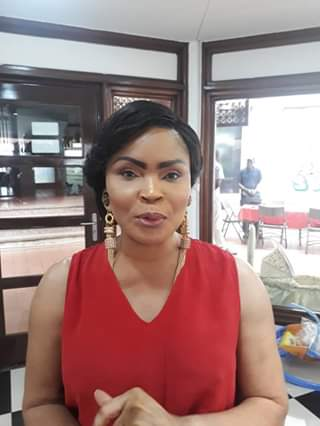
Chân dung Calixthe Beyala

Calixthe Beyala (sinh năm 1961) là một nhà văn người Cameroon-Pháp, tác phẩm của cô chủ yếu bằng tiếng Pháp.

## Tiểu sử
Là một thành viên của người Eton, cô được sinh ra ở Sa'a, cha và mẹ cô đều là người Cameroon. Nhưng cô được nuôi dưỡng bởi bà ngoại. Bà và dì là những người có ảnh hưởng lớn đến con người cô, đặc biệt qua những câu chuyện kể từ bà.
Bất chấp hoàn cảnh nghèo khó, Beyala vẫn tiếp tục đến trường, theo học tại trường tiểu học École Principale du Camp Mboppi ở Douala, trường Lycée des Rapides ở Bangui và đến trường Douala Polyvalent Douala. Cô giành được một suất học bổng đưa cô đến Paris năm 1978, lúc cô 17 tuổi, nơi cô nhận được bằng tú tài. Sau đó, cô chuyển sang Tây Ban Nha, sống với chồng trong sáu năm và học quản lý. Beyala trở lại Pháp để có được tấm bằng cử nhân nghệ thuật B. A, cô theo đuổi nhiều nghề nghiệp khác nhau, cả làm mẫu nghệ thuật và trồng hoa. Năm 23 tuổi, cô xuất bản cuốn sách đầu tiên, le soleil qui m'a brûlée, đánh dấu sự nghiệp văn chương. Sau ly dị, cô sống cùng hai con tại Paris.
Tiểu thuyết của Beyala phản ánh những quan điểm mạnh mẽ về nữ quyền, tập trung vào những khó khăn mà phụ nữ và trẻ em châu Phi phải đối mặt trong một xã hội được thống trị bởi những người đàn ông. Những trải nghiệm năm tháng tuổi thơ khốn khó, và cái nhìn thấu hiểu nghèo đói, suy thoái xã hội và bất công đã được đưa vào trong những cuốn sách của cô. Những đóng góp của cô đã được công nhận, bao gồm các giải thưởng từ UNICEF và Académie française, nhận được sự khen ngợi về tính độc đáo trong chủ đề và phong cách tiểu thuyết. Tuy nhiên, cô cũng gặp phải những tai tiếng do cáo buộc đạo văn và tấn công điều trị tích cực đồng tính luyến ái.

## Giải thưởng
- 1998 - Le Prix comité français de l'UNESCO[3]
- 1996 – Grand Prix du Roman de l'Académie Française
- 1994 – Prix François Mauriac de l’Académie française
- 1994 – Prix tropique
- 1993 – Grand prix littéraire de l’Afrique noire[4]

## Công trình
- C'est le soleil qui m'a brûlée 1987 Oxford: Heinemann; Librio, 1997, ISBN 978-2-277-30165-3978-2-277-30165-3
- Tu t'appelleras Tanga, Stock, 1988, ISBN 978-2-234-02142-6978-2-234-02142-6
- Seul le Diable le savait, Pré aux Clercs, 1990, ISBN 978-2-7144-2476-1978-2-7144-2476-1
- La négresse rousse (1991); Éd. J'ai lu, 1997, ISBN 978-2-290-04601-2978-2-290-04601-2
- Le petit prince de Belleville, A. Michel, 1992, ISBN 978-2-226-05934-5978-2-226-05934-5
- Maman a un amant, Editions J'ai lu, 1993, ISBN 97822903137709782290313770—Grand Prize of Literature of Black Africa
- Asséze l'Africaine, A. Michel, 1994, ISBN 97822260699869782226069986 -- François Mauriac Prize of the Académie française
- Lettre d'une africaine à ses sœurs occidentales, Spengler, 1995
- Les Honneurs perdus, A. Michel, 1996, ISBN 978-2-226-08693-8978-2-226-08693-8 -- Grand Prix du roman de l'Académie française
- La petite fille du réverbère, Albin Michel, 1998, ISBN 97822260959169782226095916—Grand Prize of Unicef
- Amours sauvages Albin Michel, 1999, ISBN 978-2-226-10818-0978-2-226-10818-0; J'ai lu, 2000, ISBN 978-2-290-30902-5978-2-290-30902-5
- Lettre d'une Afro-française à ses compatriotes, Mango, 2000, ISBN 978-2-84270-232-8978-2-84270-232-8
- Comment cuisiner son mari à l'africaine, Albin Michel, 2000, ISBN 978-2-226-11676-5978-2-226-11676-5
- Les arbres en parlent encore…, Librairie générale française, 2004, ISBN 978-2-253-06776-4978-2-253-06776-4
- Femme nue, femme noire, Albin Michel, 2003, ISBN 978-2-226-13790-6978-2-226-13790-6
- La plantation, Albin Michel, 2005, ISBN 978-2-226-15835-2978-2-226-15835-2
- L'homme qui m'offrait le ciel: roman, Albin Michel, 2007, ISBN 978-2-226-17715-5978-2-226-17715-5
- Le Roman de Pauline:roman, Paris, Albin Michel, 2009
- Les Lions indomptables, Paris, Albin Michel, 2010
- Le Christ selon l'Afrique,roman, Paris, Albin Michel, 2014

### Bản dịch tiếng Anh
- Loukoum: the 'little prince' of Belleville, Translator Marjolijn De Jager, Heinemann, 1995, ISBN 978-0-435-90968-0978-0-435-90968-0
- The sun hath looked upon me, Translator Marjolijn De Jager, Heinemann, 1996, ISBN 978-0-435-90951-2978-0-435-90951-2
- Your name shall be Tanga, Translator Marjolijn De Jager, Heinemann, 1996, ISBN 978-0-435-90950-5978-0-435-90950-5
- How to Cook Your Husband the African Way, Translator David Cohen, Psychology News Press, 2016, ISBN 978-0-907-63336-5978-0-907-63336-5

## Sách đọc thêm
- Hitchcott, Nicki, Calixthe Beyala: Performances of Migration Lưu trữ ngày 9 tháng 9 năm 2006 tại Wayback Machine, Liverpool University Press, December 2006, ISBN 978-1-84631-028-7978-1-84631-028-7